# Kah Walla

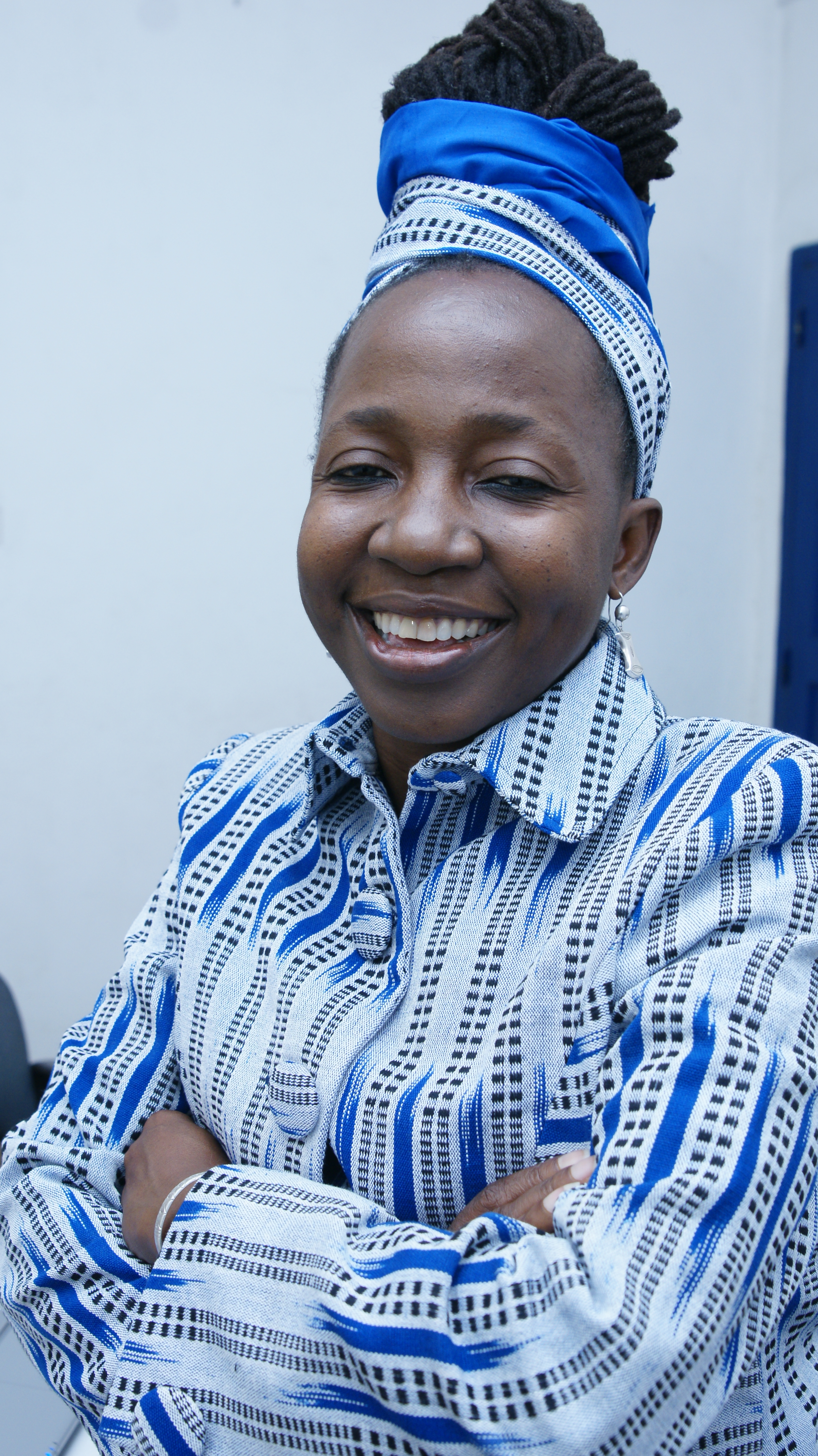
Kah Walla (2010)

Kahbang Edith Walla alias Kah Walla (* 1966 in Südkamerun) ist eine kamerunische Politikerin und Unternehmerin.

## Politischer Werdegang
Kah Walla trat im März 2007 in Kameruns größte Oppositionspartei Front social démocrate (FSD) ein und war Präsidentin der FSD -Strategiekommission und FSD-Vorstandsmitglied. Sie gab im Oktober 2010 ihre Kandidatur bei der anstehenden Präsidentschaftswahl bekannt. In der Folge wurde sie Ende November aus der Partei ausgeschlossen, weil sie nach Angaben ihrer Partei 2007 einen intransparenten Umgang mit Wahlkampfmitteln gepflegt und parteischädigende Äußerungen vorgenommen habe.
Kah Walla ließ dagegen verlauten, sie habe die Partei bereits kurz zuvor aus eigenem Antrieb verlassen. Auf einem außerordentlichen Kongress der Partei CPP wurde sie am 30. April 2011 zur Präsidentin der Cameroon People’s Party (CPP) gewählt. Ihre Kampagne im Präsidentschaftswahlkampf trägt den Slogan: „The Time Is Now!“.
Politisch aktiv ist sie auch als Mitglied des Stadtrats des 1. Distrikts von Duala.

## Soziales Engagement
Die Tea Party Kameruns, eine sich für unterprivilegierte und marginalisierte Bevölkerungsschichten einsetzende Bewegung, wird von ihr geleitet. Auch hat sie die Präsidentschaft in der grassroots-Bürgerrechtsinitiative Cameroon Ô’Bosso ( Duala) (auf Deutsch: Vorwärts Kamerun) inne.
Für ihr Engagement erhielt Kah Walla 2011 den Global Leadership Award ausgeschrieben von Vital Voices, einer Initiative von Hillary Clinton und Madeleine Albright.

## Unternehmen
Kah Walla führt eine Consultingfirma in Duala. Ihre Wirtschaftskompetenz wurde auch seitens der Weltbank gewürdigt, als sie 2008 als eine von drei afrikanischen Unternehmerinnen am WBG Spring Meeting unter Leitung von Robert Zoellick teilnahm und im dort veröffentlichten Business Report Doing Business: Women in Africa als eine von sieben afrikanischen Unternehmerinnen Erwähnung fand.